# Крулевський-Ляс
Крулевський-Ляс (пол. Królewski Las) — село в Польщі, у гміні Ґура-Кальварія Пясечинського повіту Мазовецького воєводства.
Населення — 104 особи (2011).
У 1975-1998 роках село належало до Варшавського воєводства.

## Демографія
Демографічна структура станом на 31 березня 2011 року:
|          | Загалом | Допрацездатний вік | Працездатний вік | Постпрацездатний вік |
| -------- | ------- | ------------------ | ---------------- | -------------------- |
| Чоловіки | 46      | 7                  | 35               | 4                    |
| Жінки    | 58      | 11                 | 35               | 12                   |
| Разом    | 104     | 18                 | 70               | 16                   |